# Jean-Marie Lehn
Jean-Marie Pierre Lehn, francoski kemik, nobelovec * 30. september 1939, Rosheim, Francija. Je dopisni član SAZU.

## Življenje
Je najstarejši sin Pierra in Marie Lehn. Njegov oče je bil po poklicu pek, kasneje pa
je postal mestni organist, njegova mama je skrbela za družino in trgovinico. Odraščal je med
drugo svetovno vojno. Leta 1965 se je poročil s Sylvio Lederer, s katero ima dva sinova.

## Šolanje
Po zaključeni osnovni šoli je, pri rosnih enajstih letih, začel obiskovati srednjo šolo College
Freppel. V srednji šoli se je naučil igrati klavir in orgle, s časoma pa naj bi glasba, poleg
znanosti, postala eden izmed njegovih največjih interesov. Med šolanjem na College Freppel
se je učil tudi latinščino, grščino, nemščino in angleščino, v zadnjem letniku pa ga je začela
zanimati tudi filozofija. Srednjo šolo je zaključil leta 1957. Junija tega leta je prejel diplomo
iz filozofije, septembra istega leta pa še diplomo iz eksperimentalnih znanosti. Želel si je
nadaljevati s študijem filozofije na Univerzi v Strasbourgu, vendar je zaradi neodločnosti,
prvo leto študija namenil študiju fizike, kemije in naravnih znanosti. Navdušila ga je
predvsem skladna in rigorozna struktura organske kemije. Predvsem je bil navdušen nad
eksperimentalno močjo organske kemije, ki se, po njegovih besedah, na videz lahko spreminja
iz ene substance v drugo in sledi dobro definiranim pravilom. Iz navdušenja si je kupil nekaj
substanc in pripomočkov ter pričel s eksperimentiranjem kar doma. Seme zanimanja je bilo
posajeno in naslednje leto je pričel z obiskovanjem stimulativnih lekcij mladega profesorja
Guya Ourissona, kjer mu je postalo jasno, da želi pričeti z raziskovalnim delom v organski
kemiji. Leta 1960 je diplomiral na področju kemije na Univerzi v Strasbourgu. Pridružil se je
laboratorijski skupini pod vodstvom Guya Ourissona, kjer je nadaljeval s svojimi doktorskimi
raziskavami. V laboratoriju je bil odgovoren za NMR spektometer, prav tako pa je objavil
svoj prvi strokovni članek. Pisal je pravilu aditivnosti za protone NMR signalov v derivatih
steroidov. Leta 1963 je prejel svoj doktorat. Svoje delo je nadaljeval v laboratoriju Roberta
Burnsa Woodwarda na Harvardu, kjer je sodeloval pri totalni sintezi vitamina B 12 , prav tako
pa je začel s študijem kvantne mehanike in z izvajanjem svojih prvih komputacij v
sodelovanju z Ronaldom Hoffmannom. Bil je priča razvojnim fazam bodočih Woodward-
Hoffmannovih pravil.

## Kariera
Po vrnitvi na Univerzo v Strasbourgu, je nadaljeval z raziskavami na skupnih področjih
organske in fizikalne kemije, zanimanje pa je razširil tudi na biološke procese. Zanimali so ga
predvsem biološki procesi živčnega sistema. Zanimalo ga je, kako bi lahko vplival na
transport in koncentracijske gradiente. Svoje teorije je povezal s takrat najnovejšimi dognanji
o vplivu naravnih antibiotikov na prepustnost membran za katione. Pojavila se je možnost za
izum novih spojin podobnih lastnosti. Iskanje teh spojin je leta 1968 privedlo do odkritja tako
imenovanih »kriptatov«. To so kletkam podobne molekule, ki imajo v sredini praznino, v
katero lahko vključimo druge molekule, atome ali ione primernih lastnosti. Te raziskave so se
kasneje razširile v raziskovanje kemijskih osnov »molekularne prepoznave«. Gre za način,
kako receptorska molekula prepozna in selektivno veže substrat. Za to delo je, leta 1987,
skupaj z D. J. Cramom in C. J. Pedersnom prejel Nobelovo nagrado za kemijo. Skozi leta so
te raziskave vodile do definiranja novega področja kemije imenovanega »supramolekularna
kemija«. To področje se ukvarja s kompleksnimi entitetami, ki nastajajo z združevanjem dveh
ali več kemijskih vrst, ki jih povezujejo medmolekulske privlačne sile. Gre za preučevanje
intramolekularnih privlakov v micelih, polimerih in keramiki. Razvil je tudi umetno
receptorsko molekulo za acetilholin, ki je mediator pri prenosu živčnih dražljajev. Te študije
so nato vodile do konceptov molekularnega programiranja in se razvile v dizajn
molekularnega samo organizacijskega procesa. Leta 1970 je postal profesor kemije na
Univerzi Louis Pasteur v Strasbourgu. Med leti 1975 in 1985, je poleg teh raziskav, raziskoval
še fotokemični razpad vode in umetno fotosintezo, shranjevanje ter kemijske spremembe
sončne energije. Leta 1979 je bil izvoljen za predstojnika katedre za kemijo molekularnih
interakcij na College de France v Parizu, kjer je delal do leta 2010. Predaval je na mnogih
univerzah, med drugim na Harvardu, Cambridgeu, v Barceloni in Frankfurtu. Bil je
ustanovitelj organizacije Kemija, Evropski Dnevnik, leta 2002 pa je ustanovil tudi Institut de
Science et d'Ingeniere Supramoleculares ali na kratko ISIS. Delal je tudi kot predsednik
Internacionalne Organizacije za Kemijske Znanosti v Razvoju, kjer je pomagal kemikom v
nerazvitih državah. Napisal je tudi več kot 700 strokovnih člankov.